# Ixora lobbii
Ixora lobbii är en måreväxtart som beskrevs av John Claudius Loudon. Ixora lobbii ingår i släktet Ixora och familjen måreväxter.

## Underarter
Arten delas in i följande underarter:
- I. l. lobbii
- I. l. stenophylla